# Difused
Difused (Eigenschreibweise: DIFUSED) ist eine deutsche Melodic-Death-Metal-Band aus Emsdetten.

## Geschichte
Difused wurde im Jahr 2005 von Mirko Klier (ex-Adorned Brood) und Manuel Schmittwilken (ex-Dawn of Insanity) gegründet. Jonathan Roß am Bass und Christian Schmittwilken am Gesang schlossen sich der Band kurze Zeit später an. Nach langer Suche wurde mit Hendrik Malz am Schlagzeug schließlich das Line-Up komplettiert und die Band spielte im Dezember ihr erstes Konzert in Neuenkirchen.
Anfang 2006 nahmen sie ihr erstes selbstbetiteltes Demo auf. Anfang 2007 trennte sich die Band aufgrund musikalischer Differenzen von Malz. Den Job am Schlagzeug übernahm Jorge Colmont (Surpreme Carnage). Im selben Jahr stieg Christian Schmittwilken aus der Band aus, um sich auf sein Studium zu konzentrieren. Für ihn stieß Anfang 2008 Dirk Frenking (Fleshworks) zur Band. Er übernahm den gutturalen Gesang, während Colmont den Clean Gesang übernahm. Die Band spielte einige Konzerte, u. a. im Vorprogramm von Adorned Brood, Suidakra, Endstille, Grailknights und Vader.
Anfang 2009 begab sich die Band nach Osnabrück ins Studio um ihr erstes vollständiges Album September aufzunehmen. Im Oktober 2009 verließ Frenking die Band aus persönlichen Gründen und Colmont wechselte vom Schlagzeug vollständig zum Gesang. Für ihn wurde Matthias Starp (Wrath) am Schlagzeug rekrutiert und Henning Schmidt (ex-Grimblade), der in der Vergangenheit bereits als Live-Keyboarder ausgeholfen hatte, stieg fest in die Band ein. In der Folge konzentrierte sich die Band auf das Songwriting für ein zweites Album und spielte diverse Konzerte, u. a. in Barcelona und Igualada zusammen mit All Will Know und Ravenblood. 2012 begab sich die Band erneut ins Studio, um ihr zweites Album The Silence aufzunehmen, das am 20. Oktober 2012 über 7 Hard Records veröffentlicht wurde.
Im Januar 2013 stiegen Manuel Schmittwilken und Colmont aus zeitlichen Gründen aus. Sie wurden durch Sascha Gunkel (ex-Grimblade) an der Gitarre und Claus Ulka (ex-Misery Speaks) am Mikro ersetzt. Es folgten wieder etliche Konzerte, u. a. eine Tour durch Polen im November 2014. Derzeit arbeitet die Band an neuem Material für ein drittes Album.
Am 1. Februar 2017 gab die Band ihre Auflösung via Facebook bekannt.

## Diskografie
- 2005: DIFUSED (Demo)
- 2009: September (Album)
- 2012: The Silence (Album, 7 Hard Records)